# Przydawki (przełęcz)
Przydawki lub Pod Dębami (557 m) – przełęcz pomiędzy szczytem Pietrasowej (814 m), a niskim i bezleśnym wzniesieniem Kocońskiej Góry (591 m) w grzbiecie Kocońki. Położona jest na terenie Bramy Kocońskiej, oddzielającej Beskid Mały od Pasma Pewelskiego. Leży na dziale wodnym pomiędzy Sołą a Skawą. W dorzeczu Soły znajduje się Łękawka, spływająca z południowo-zachodnich stoków przełęczy Przydawki, w dorzeczu Skawy Kocońka spływająca ze stoków północno-zachodnich. Przez przełęcz biegnie droga wojewódzka nr 946 na odcinku pomiędzy Stryszawą a Łękawicą. 
Według Jerzego Kondrackiego, autora regionalizacji fizycznogeograficznej Polski, Pietrasowa Góra należy do Beskidu Małego, Pasmo Pewelskie do Beskidu Makowskiego. Tak więc przełęcz Przydawki, będąca największym obniżeniem w grzbiecie łączącym te pasma górskie, jest naturalną granicą między nimi, Kocońska Góra zatem znajduje się już w Beskidzie Makowskim. 
Na przełęczy Przydawki znajduje się bar, sklep, przystanek autobusowy i parking. Jest ona dobrym punktem startowym do wycieczek w Beskid Mały i Makowski.
Szlaki turystyczne
 przełęcz Przydawki – Polana Zokowa – Gałasiówka – Przełęcz pod Mladą Horą – rozstaje Anuli – skrzyżowanie pod Smrekowicą – Smrekowica – Na Beskidzie – Potrójna – przełęcz Beskidek – schronisko PTTK Leskowiec. Czas przejścia  3.30 h, 3 h
  przełęcz Przydawki – Ślemień – Gachowizna – Hucisko